# Liste der Gemeinden im Landkreis Lichtenfels

Karte des Landkreises Lichtenfels

Die Liste der Gemeinden im Landkreis Lichtenfels gibt einen Überblick über die 11 kleinsten Verwaltungseinheiten des Landkreises. Vier der Gemeinden sind Städte, drei Märkte. Lichtenfels ist eine Mittelstadt, die anderen drei, Bad Staffelstein, Burgkunstadt und Weismain sind Kleinstädte. Mit nur elf Gemeinden ist der Landkreis Lichtenfels der Landkreis in Bayern mit den wenigsten Gemeinden.
In seiner heutigen Form entstand der Landkreis Lichtenfels im Zuge der im Jahr 1972 durchgeführten bayerischen Gebietsreform. Der Landkreis wurde aus dem Landkreis Lichtenfels (mit Ausnahme der Gemeinde Burkersdorf, die heute Teil der Gemeinde Küps im Landkreis Kronach ist) und dem Großteil des Landkreises Staffelstein gebildet. Die heutige Gemeindegliederung war im Jahr 1979 abgeschlossen. Bei den Gemeinden ist vermerkt, zu welchem Landkreis der Hauptort der Gemeinde vor der Gebietsreform gehörte. Bei den Teilorten der Gemeinden ist das Jahr vermerkt, in dem diese der Gemeinde beitraten. Bei den Teilorten, die vor der Gebietsreform zu einem anderen Landkreis gehörten als der Hauptort der heutigen Gemeinde, ist auch dieses vermerkt.

## Beschreibung
Weiter gegliedert werden kann der Landkreis in die zwei Verwaltungsgemeinschaften (VG):
- VG Hochstadt-Marktzeuln mit den Gemeinden Marktzeuln und Hochstadt am Main;
- VG Redwitz an der Rodach mit den Gemeinden Redwitz an der Rodach und Marktgraitz;

Die Städte Lichtenfels, Bad Staffelstein, Burgkunstadt und Weismain sind wie der Markt Ebensfeld und die Gemeinden Altenkunstadt und Michelau in Oberfranken nicht Mitglied einer Verwaltungsgemeinschaft.
Der Landkreis hat eine Gesamtfläche von 521,83 km2. Die größte Fläche innerhalb des Landkreises hat die Kreisstadt Lichtenfels mit 122,27 km2. Es folgen die Städte Bad Staffelstein mit 99,39 km2 und Weismain mit 90,14 km2. Je eine Gemeinde hat eine Fläche die größer ist als 60 km2, 40 km2 (Stadt Burgkunstadt) beziehungsweise 30 km2. Drei Gemeinden haben eine Fläche von über 10 km2 und zwei Gemeinden sind unter 10 km2 groß. Die kleinsten Flächen haben die Gemeinden Hochstadt a.Main mit 13,79 km2, Marktzeuln mit 6,86 km2 und  Marktgraitz mit 3,75 km2. Die Fläche der beiden gemeindefreien Gebiete beträgt 7,49 km2.
Den größten Anteil an der Bevölkerung des Landkreises von 67.555 Einwohnern haben die Kreisstadt Lichtenfels mit 20.403 Einwohnern, die Städte Bad Staffelstein mit 10.651 Einwohnern und Burgkunstadt mit 6459 und die Gemeinde Michelau in Oberfranken mit 6168 Einwohnern. Zwei Gemeinden haben über 5.000 Einwohner, die Stadt Weismain hat über 4000 Einwohner und eine Gemeinde hat über 3000 Einwohner. Die drei kleinsten Gemeinden haben über 1000 Einwohner, das sind Hochstadt am Main mit 1625 Einwohnern, Marktzeuln mit 1631 und Marktgraitz mit 1184 Einwohnern.
Der gesamte Landkreis Lichtenfels hat eine Bevölkerungsdichte von 129 Einwohnern pro km2. Die größte Bevölkerungsdichte innerhalb des Kreises hat die flächenmäßig kleinste Gemeinde Marktgraitz mit 316 Einwohnern pro km2 gefolgt von den Gemeinden Michelau in Oberfranken mit 319, Marktzeuln mit 238 und Redwitz an der Rodach mit 233. Drei Gemeinden haben eine Bevölkerungsdichte von über 160, darunter die Städte Lichtenfels und Burgkunstadt. Die restlichen vier Gemeinden haben eine geringere Bevölkerungsdichte als der Landkreisdurchschnitt von 129. Jeweils zwei dieser Gemeinden haben eine Bevölkerungsdichte über 100, beziehungsweise unter 100 Einwohner pro km2. Die am dünnsten besiedelten Gemeinden sind die Stadt Bad Staffelstein mit 107, die Gemeinde Ebensfeld mit 82 und die Stadt Weismain mit 53 Einwohnern pro km2.

## Legende
- Gemeinde: Name der Gemeinde beziehungsweise Stadt und Angabe, zu welchem Landkreis der namensgebende Ort der Gemeinde vor der Gebietsreform gehörte
- Teilorte: Aufgezählt werden die ehemals selbständigen Gemeinden der Verwaltungseinheit. Dazu ist das Jahr der Eingemeindung angegeben. Bei den Teilorten, die vor der Gebietsreform zu einem anderen Landkreis gehörten als der Hauptort der heutigen Gemeinde, ist auch dieses vermerkt
- VG: Zeigt die Zugehörigkeit zu einer der Verwaltungsgemeinschaften
- Wappen: Wappen der Gemeinde beziehungsweise Stadt
- Karte: Zeigt die Lage der Gemeinde beziehungsweise Stadt im Landkreis
- Fläche: Fläche der Stadt beziehungsweise Gemeinde, angegeben in Quadratkilometer
- Einwohner: Zahl der Menschen die in der Gemeinde beziehungsweise Stadt leben (Stand: 31. Dezember 2023[1])
- EW-Dichte: Angegeben ist die Einwohnerdichte, gerechnet auf die Fläche der Verwaltungseinheit, angegeben in Einwohner pro km2 (Stand: 31. Dezember 2023[2])
- Höhe: Höhe der namensgebenden Ortschaft beziehungsweise Stadt in Meter über Normalnull[3]
- Bild: Bild aus der jeweiligen Gemeinde beziehungsweise Stadt

## Gemeinden
| Gemeinde                                                                            | Teilorte | VG                      | Wappen                                 | Karte | Fläche | Einwohner | EW- Dichte | Höhe | Bild |
| ----------------------------------------------------------------------------------- | --- | ----------------------- | -------------------------------------- | --- | ------ | --------- | ---------- | ---- | --- |
| Landkreis Lichtenfels                                                               | |                         | Wappen des Landkreises Lichtenfels     | Lage des Landkreises Lichtenfels in Bayern | 521,83 | 67,555    | 129        |      | Kloster Banz · Basilika Vierzehnheiligen |
| Altenkunstadt (gehörte vor der Gebietsreform zum Landkreis Lichtenfels)             | Altenkunstadt Burkheim Maineck Pfaffendorf Strössendorf Zeublitz |                         | Wappen der Gemeinde Altenkunstadt      | Lage der Gemeinde Altenkunstadt im Landkreis Lichtenfels | 32,91  | 5.602     | 170        | 291  | Plan der ehemaligen Wehranlage auf dem Kordigast                                                                                             |
| Bad Staffelstein (Stadt) (gehörte vor der Gebietsreform zum Landkreis Staffelstein) | Bad Staffelstein Banz (1978; gegründet im Jahr 1972 aus den Gemeinden Altenbanz, Nedensdorf, Stadel und Unnersdorf) Frauendorf Grundfeld Horsdorf Schönbrunn Schwabthal Serkendorf Stublang Uetzing Unterzettlitz Wiesen Wolfsdorf |                         | Wappen der Stadt Bad Staffelstein      | Lage der Stadt Bad Staffelstein im Landkreis Lichtenfels | 99,39  | 10,651    | 107        | 274  | Rathaus Bad Staffelstein · Staffelberg bei Bad Staffelstein – Luftbild von Westen her · Staffelberg bei Bad Staffelstein – Staffelbergfelsen |
| Burgkunstadt (Stadt) (gehörte vor der Gebietsreform zum Landkreis Lichtenfels)      | Burgkunstadt Ebneth (1975) Gärtenroth (1977) Kirchlein (1977) Mainroth (1977) Neuses a.Main (1972) Theisau (1977) Weidnitz (1971) |                         | Wappen der Stadt Burgkunstadt          | Lage der Stadt Burgkunstadt im Landkreis Lichtenfels | 40,59  | 6.459     | 159        | 303  | Marktplatz Burgkunstadt |
| Ebensfeld (Markt) (gehörte vor der Gebietsreform zum Landkreis Staffelstein)        | Ebensfeld Birkach Dittersbrunn Döringstadt (1978) Draisdorf (Eingemeindung 1972 nach Eggenbach) Eggenbach (1978) Freiberg (1978) Kleukheim (1978) Kümmel (Eingemeindung 1972 nach Kleukheim) Messenfeld (1972) Oberbrunn Oberküps (Eingemeindung 1972 nach Kleukheim) Prächting (1978) Unterbrunn (1972) Unterneuses                                                                                      |                         | Wappen der Gemeinde Ebensfeld          | Lage der Gemeinde Ebensfeld im Landkreis Lichtenfels | 68,73  | 5.613     | 82         | 255  | Luftaufnahme des Marktes Ebensfeld |
| Hochstadt a.Main (gehörte vor der Gebietsreform zum Landkreis Lichtenfels)          | Hochstadt a.Main Obersdorf (1978) Wolfsloch (1978) | VG Hochstadt-Marktzeuln | Wappen der Gemeinde Hochstadt a.Main   | Lage der Gemeinde Hochstadt a.Main im Landkreis Lichtenfels                                                                                                  | 13,79  | 1.625     | 118        | 280  | Hochstadt: Bezirksklinik |
| Lichtenfels (Stadt) (gehörte vor der Gebietsreform zum Landkreis Lichtenfels)       | Lichtenfels Buch a.Forst (1978) Isling (1978) Klosterlangheim (1974) Kösten (1975) Köttel (1978) Lahm b.Lichtenfels (1978) Mistelfeld (1974) Mönchkröttendorf (1975) Oberlangheim (1978) Oberwallenstadt (1959) Reundorf (1978) Roth (1978) Rothmannsthal (1978) Schney (1978) Seubelsdorf (1978) Stetten (1975) Trieb (1978) Weingarten (1972; gehörte vor der Gebietsreform zum Landkreis Staffelstein) |                         | Wappen der Stadt Lichtenfels           | Lage der Stadt Lichtenfels im Landkreis Lichtenfels | 122,27 | 20,403    | 167        | 263  | Marktplatz Lichtenfels · Korbmarkt in Lichtenfels – früher spielte die Korbmacherei in der Umgebung von Lichtenfels eine große Rolle         |
| Marktgraitz (Markt) (gehörte vor der Gebietsreform zum Landkreis Lichtenfels)       | Marktgraitz | VG Redwitz a.d.Rodach   | Wappen der Gemeinde Marktgraitz        | Lage der Gemeinde Marktgraitz im Landkreis Lichtenfels | 3,75   | 1.184     | 316        | 292  | Marktgraitz: Kirche |
| Marktzeuln (Markt) (gehörte vor der Gebietsreform zum Landkreis Lichtenfels)        | Marktzeuln Zettlitz | VG Hochstadt-Marktzeuln | Wappen der Gemeinde Marktzeuln         | Lage der Gemeinde Marktzeuln im Landkreis Lichtenfels | 6,86   | 1.631     | 238        | 292  | Marktzeuln: Torhaus |
| Michelau i.OFr. (gehörte vor der Gebietsreform zum Landkreis Lichtenfels)           | Michelau i.OFr. Lettenreuth (1977) Neuensee (1978) Schwürbitz (1978) |                         | Wappen der Gemeinde Michelau i.OFr.    | Lage der Gemeinde Michelau i.OFr. im Landkreis Lichtenfels                                                                                                   | 19,36  | 6.168     | 319        | 266  | Fischerhof im Ortsteil Schwürbitz |
| Redwitz a.d.Rodach (gehörte vor der Gebietsreform zum Landkreis Lichtenfels)        | Redwitz a.d.Rodach Mannsgereuth Trainau | VG Redwitz a.d.Rodach   | Wappen der Gemeinde Redwitz a.d.Rodach | Lage der Gemeinde Redwitz a.d.Rodach im Landkreis Lichtenfels                                                                                                | 14,66  | 3.416     | 233        | 291  | Redwitzer Kirche |
| Weismain (Stadt) (gehörte vor der Gebietsreform zum Landkreis Lichtenfels)          | Weismain Arnstein Buckendorf Fesselsdorf Geutenreuth Großziegenfeld Kaspauer Kleinziegenfeld Modschiedel Neudorf Wallersberg Weiden |                         | Wappen der Stadt Weismain              | Lage der Stadt Weismain im Landkreis Lichtenfels | 90,14  | 4.803     | 53         | 316  | Weismain: Altstadt |
| Gemeindefreie Gebiete                                                               | Breitengüßbacher Forst (2,40 km2) Neuensorger Forst (5,09 km2) |                         |                                        | Lage des Gemeindefreien Gebiets Breitengüßbacher Forst im Landkreis Lichtenfels · Lage des Gemeindefreien Gebiets Neuensorger Forst im Landkreis Lichtenfels | 7,49   |           |            |      | |